# Lev Kamenev
Lev Borisovich Kamenev (em russo:  Лев Борисович Каменев; foi um revolucionário e político soviético, um dos líderes da facção bolchevique do Partido Social-democrata Obreiro Russo (PSDOR), depois PC Russo e finalmente PCUS Partido Comunista da URSS e um dos mentores da Revolução Russa de 1917. Seu sobrenome original era Rozenfeld (em russo:  Розенфельд). Foi criado por uma família de agricultores e costureiros armenianos de Shali, uma cidade existente até hoje e que pode ser encontrada na região em que hoje é localizada a Chechênia.
Kamenev nasceu em Moscou, filho de um trabalhador ferroviário judeu e uma mãe ortodoxa russa. O dinheiro que seu pai havia adquirido foi usado para financiar uma boa educação para Lev. Ele frequentou a Universidade de Moscou, mas sua educação foi interrompida por uma prisão em 1902. Daquele ponto em diante, ele tornou-se um revolucionário profissional, trabalhando em St. Petersburgo, Moscou e Tbilisi. Kamenev se casou com Olga Kameneva, irmã de Leon Trotsky,  no início de 1900 e o casal teve dois filhos.
Uma breve viagem ao exterior em 1902 introduziu Kamenev aos líderes social-democratas russos que viviam no exílio, incluindo Vladimir Lenin, cujo associado ele se tornou.
Em 1918, Kamenev se tornou presidente do Soviete de Moscou e logo depois de Lênin, vice-presidente do Conselho dos Comissários do Povo e do Conselho do Trabalho e da Defesa.
Kamenev e seu aliado Zinoviev permaneceram politicamente inativos até outubro de 1932, quando foram expulsos do Partido Comunista pois receberam o apelo de um grupo oposicionista, mas não informaram o partido sobre suas atividades durante o Caso Ryutin. Logo depois eles se uniram a Trotsky em um bloco de oposição a Stalin, junto com alguns membros tanto da Oposição de Esquerda quanto da Oposição de Direita. Trotsky definiu o bloco como uma ferramenta para combater a repressão stalinista. Pierre Broué teorizou que os membros da Oposição de Direita não nomeados nas cartas de Trotsky eram provavelmente o próprio grupo Ryutin. É difícil de saber ao certo, uma vez que algumas das cartas de Trotsky mencionando o bloco provavelmente foram destruídas. O bloco provavelmente se dissolveu depois de 1933, quando Zinoviev e Kamenev se juntaram a Stalin mais uma vez, logo depois de admitir novamente seus erros. Eles foram readmitidos em dezembro de 1933. Eles foram forçados a fazer discursos de auto-flagelação no XVII Congresso do Partido em janeiro de 1934, onde Stalin desfilou com seus antigos oponentes políticos, mostrando-os derrotados e contritos externamente.
Em agosto de 1936, depois de meses de preparativos cuidadosos e ensaios em prisões da polícia secreta soviética, Zinoviev, Kamenev e outras 14 pessoas, na sua maioria velhos bolcheviques, foram levados a julgamento novamente. Desta vez, com diversas acusações, incluindo a formação de uma organização terrorista que supostamente matou Kirov e tentou matar Joseph Stalin e outros líderes do governo soviético. Este processo foi um dos julgamentos de Moscou e preparou o palco para julgamentos posteriores, onde velhos bolcheviques confessaram crimes cada vez mais elaboradas e monstruosos, incluindo espionagem, envenenamento, sabotagem, e assim por diante. Como outros acusados, Kamenev foi considerado culpado e executado em 25 de agosto de 1936.
Kamenev, Zinoviev e seus co-réus foram formalmente inocentados de todas as acusações pelo governo soviético em 1988.

## O destino da família
Após a execução de Kamenev, seus parentes sofreram um destino semelhante. O segundo filho de Kamenev, Yu Kamenev, foi executado em 30 de janeiro de 1938, com a idade de 17 anos. Seu filho mais velho, oficial da força aérea Al Kamenev, foi executado em 15 de julho de 1939, com a idade de 33. Sua primeira esposa, Olga, foi baleada em 11 de Setembro de 1941, na floresta Medvedev nas imediações de Oriol, juntamente com Christian Rakovski, Maria Spiridonova e 160 outros prisioneiros políticos de destaque. Apenas o filho mais novo, Vladimir Glebov, sobreviveu as prisões de Stalin e campos de trabalho forçados, morrendo em 1994.